# Супер ран Болгар
Вижте пояснителната страница за други значения на Болгар.
Супер ран Болгар е бял десертен сорт грозде. Селектиран е в Института по лозарство и винарство – Плевен чрез кръстосването на сортовете Италия и Янтар.
Лозите са силно растящи с добра родовитост и добивност (средния добив от декар е 1000 – 1500 кг). Ранен сорт: гроздето узрява в първите дни на август. Лозите са чувствителни на оидиум, мана и ниски зимни температури. Гроздето е устойчиво на сиво гниене.
Гроздът е средно голям до голям, коничен, полусбит, коничен или крилат с едно крило. Зърното е едро до много едро, продълговато покрито с тънка, жилава, жълто-зелена до кехлибарена кожица. По външен вид наподобява сорта Болгар.
Използва се за прясна консумация. Отличава се с добра транспортабилност.